# Chiesa di San Gioacchino (Palermo)
La chiesa di San Gioacchino all'Olivella è un edificio di culto situato nel centro storico di Palermo. Chiesa dedicata a san Gioacchino, è ubicata nel quartiere Olivella, dal quale prende nome, all'angolo tra via San Basilio e via Patania.

## Storia
Dopo che nel 1721 venne aperta una scuola pubblica, il collegio di Santa Maria dell'Olivella, su iniziativa del parroco della chiesa di Santa Croce con lo scopo di istruire le giovani ai rudimenti della religione cattolica nonché alle capacità manuali e all'educazione sociale del tempo, dato il gradimento riscosso nella nobiltà cittadina che garantirono all'istituzione cospicue donazioni economiche, si pensò di creare una chiesa di adeguata grandezza e che soddisfacesse alle esigenze religiose della scuola.
Fu dato quindi l'incarico del progetto all'architetto Nicolò Palma, nipote e allievo di Andrea Palma, che ispirandosi alle migliori realizzazioni barocche cittadine ne avviò il disegno destinato a concretizzarsi in qualche anno. L'edificio, dedicato a san Gioacchino, padre di Maria Vergine, il primo con tale dedicazione in città, venne inaugurato il 15 dicembre 1727.
La chiesa venne gravemente danneggiata dai bombardamenti del 1943 e riparata nel primo dopoguerra.

## Edificio
Il prospetto ha partito unico, diviso da quattro paraste con animati capitelli corinzi e timpano curvilineo con cartiglio e stemma, sotto cui è posto un medaglione in stucco raffigurante San Gioacchino e Maria bambina realizzato da Francesco Alajmo nel 1744. L'artistico cornicione aggettante si estende per tutta la larghezza dell'edificio ed è presente anche all'interno.
Il secondo ordine è contraddistinto da una sottile cornice, una finestra centrale è accompagnata da due oculi laterali. L'ordine superiore con solo due paraste e singolo oculo è chiuso in alto da un frontone triangolare raccordato con contrafforti laterali.

### Interno
L'interno è un grande ambiente rettangolare su cui si aprono quattro cappelle semicircolari. Tutta la chiesa è avvolta da un candido manto di eleganti stucchi raffiguranti festoni, ghirlande e visi di angeli e putti, opera di Procopio Serpotta, figlio del più noto Giacomo Serpotta. Nel vestibolo è presente un fine rilievo in stucco raffigurante la Fuga in Egitto; due colonne sorreggono il coro addossato alla controfacciata che introduce alla navata.
- Parete destra:
  - Cappella della Madonna del Rosario: altare della Madonna del Rosario;
  - Cappella dell'Immacolata: altare dell'Immacolata. Nell'ambiente sono collocate due tele settecentesche attribuite a Filippo Randazzo.
- Parete sinistra:
  - Cappella dell'Arcangelo Raffaele: sull'altare campeggia il dipinto eseguito da Pietro Martorana del 1750.

Altare maggiore del 1770: custodisce una pala raffigurante San Gioacchino di Pietro Martorana, ai lati sono presenti affreschi dello stesso autore. Pregevole Crocifisso ligneo su fondo in stucco.
Una balaustra in marmi mischi separa la tribuna, le due statue San Gregorio e San Filippo poste lateralmente, sono opera di Procopio Serpotta autore di tutta la decorazione in stucco della tribuna.

## Collegio di Maria
Istituzione del Collegio (1721)
Le istituzioni religiose insediate impartivano l'insegnamento alle ragazze del popolo. Istruzione e cultura sino a quel momento riservate alle rampolle di famiglie nobili e facoltose.

## Chiesa e monastero dei padri basiliani
Nelle immediate vicinanze del luogo di culto all'inizio del XIX secolo sono documentati una chiesa e relativo monastero retto dai padri basiliani.